# Îles Xefina
Les îles Xefina, ou îles de Xefina, forment un archipel du Mozambique, entre l'estuaire de la Komati et la baie de Maputo. On distingue notamment la Grande île Xefina au sud et la Petite île Xefina au nord.
Situé à quelque 3 km du continent, au large de Maputo (25° 50′ 21″ S, 32° 42′ 58″ E), la Grande île Xefina a une superficie de 6,2 km2. Principalement constituée de sable, elle supporte une végétation de type mangrove. Pendant les grandes marées, il est possible de s'y rendre à pied.
Elle a servi de lieu de détention, notamment de grévistes pendant la grève des chemins de fer de 1926, puis de nationalistes indépendantistes.